# ジョン・リンジー (第17代クロフォード伯爵)
第17代クロフォード伯爵および初代リンジー伯爵ジョン・リンジー（英語: John Lindsay, 17th Earl of Crawford PC FRS、1596年 - 1678年）は、清教徒革命（イングランド内戦・スコットランド内戦）期のスコットランド貴族。

## 生涯
第9代リンジー卿ロバート・リンジーとクリスチャン・ハミルトン（Christian Hamilton、初代ハディントン伯爵トマス・ハミルトンの娘）の息子として、1596年に生まれた。1616年7月9日に父からリンジー卿の爵位を継承、10月1日に父の相続人として正式に認定された。
1633年5月8日、イングランド・スコットランド・アイルランド国王チャールズ1世がスコットランドを訪問したときにスコットランド貴族であるパーブロース卿とリンジー伯爵に叙されたが、チャールズ1世の政策に反対したため、爵位創設の特許状は1641年まで発行されなかった。リンジーが反対した政策とは宗教政策のことであり、彼はカヴェナンターの指導者の1人として、1637年にチャールズ1世が聖公会祈祷書をスコットランドにも施行させようとしたときに猛反対したことで知られる。1638年には第3代ヒューム伯爵ジェイムズ・ヒュームとともに国王に抗議した。主教戦争後の1641年に再びスコットランドを訪問したチャールズ1世に対し、和解を勧めた。この結果としてチャールズ1世は譲歩、リンジーもリンジー伯爵位創設の特許状を1633年付で発行された。同年にスコットランド枢密院の枢密顧問官に任命され、スコットランド大蔵卿の1人を務めた。同1641年から1649年までと1661年から1664年までスコットランド民事控訴院特別判事（Extraordinary Lord of Session）を務めた。
1643年に初代リーヴェン伯爵アレクサンダー・レズリーとともにイングランドに向かい、1644年7月2日のマーストン・ムーアの戦いで戦功を挙げた。また、遠戚の第16代クロフォード伯爵ルドヴィック・リンジーが1642年1月にクロフォード伯爵位を返上して再叙爵され、これによりリンジー伯爵が推定相続人になった。さらに1644年7月25日には第16代クロフォード伯爵の爵位が剥奪され、代わりにリンジーに与えられた。これをスコットランド王国議会の越権行為であるとする見解もあるが、チャールズ1世は1646年にリンジーの爵位継承を承認した。
1645年にはウィリアム・ベイリー将軍に初代モントローズ侯爵ジェイムズ・グラハムへの攻撃を命じた委員会の一員を務めた。また、パースやローランド地方の守備としてニュータイルに配置された予備軍の指揮を執った。モントローズは南下してリンジーを攻撃しようとしたが、その守備の固さをみるとハイランド地方に引き返した。その後、リンジーはベイリーと合流して、ベイリーのベテラン兵士1,000名を自軍の新入り兵士1,000名と交換したのちアンガスに戻り、続いてアソルに進軍して荒らし回った。一方のベイリーはアルフォードの戦いで敗北したのちクロフォードと合流、クロフォードら委員会の成員はベイリーと次の行動について討議したが、結局ベイリーの助言に反してキルシスの戦いで会戦に挑むことになり、予想通りに大敗に終わった。リンジー自身はベリック・アポン・ツイードに逃走した。
1646年にチャールズ1世がニューアーク＝オン＝トレントでスコットランドに降伏すると、クロフォードはスコットランド王国議会議長としてチャールズ1世の身柄をイングランドに引き渡す令状に署名したが、彼自身は身柄引き渡しに反対した。チャールズ1世がキャリスブルック城に投獄された後は初代ハミルトン公爵ジェイムズ・ハミルトンとともにチャールズ1世の救出を試みたが失敗した。また、初代アーガイル侯爵アーチボルド・キャンベルとの関係が悪化して決闘になり、日付も1648年3月25日に定められたが、結局アーガイル侯爵側が身を引いたため決闘は行われなかった。そして、プレストンの戦いでハミルトン公爵率いる王党派軍勢が敗北すると、アーガイル侯爵らカヴェナンター急進派が復権、Act of Classesが可決されてリンジーは全ての官職を失った。リンジーはオランダに逃亡しようとしたもののイーリーで逮捕され自宅に戻された（ただし、起訴などはなされなかった）。
1650年のダンバーの戦いでカヴェナンター急進派の軍勢がオリヴァー・クロムウェルに敗れると、リンジーら穏健派が復権、1651年1月1日にはチャールズ2世がスクーンで戴冠した。チャールズ2世は続いてイングランドに進軍、リンジーもリーヴェン伯爵の部下として従軍したが、8月28日にエイリスでジョージ・マンクの騎兵隊の奇襲を受けて捕虜にされ、ロンドンに連行されてロンドン塔、続いてサンダウン城に投獄され、1656年11月28日にウィンザー城に移された。また、1654年5月5日に財産没収を宣告されたが、その一部が妻と息子に与えられた。
1660年のイングランド王政復古に伴い同年3月3日に釈放され、12月にエディンバラに入城して歓迎を受けた。また、全ての官職に復帰、1661年1月19日にスコットランド大蔵卿を終身職として任命された。しかし、カヴェナンターであることを堅持して厳粛な同盟と契約の放棄宣言を拒否したため、1663年に再び辞任を余儀なくされ、政界から引退して自領に引退した。スコットランド大蔵卿は娘婿の第7代ロシズ伯爵ジョン・ロシズが後を継いだ。
1663年5月20日、王立協会フェロー（原加盟フェロー(Original Fellow)として）に選出された。
1678年にタイニンガムで死去、息子ウィリアムが爵位を継承した。

## 家族
1630年頃、マーガレット・ハミルトン（Margaret Hamilton、1666年以降没、第2代ハミルトン侯爵ジェイムズ・ハミルトンの娘）と結婚、5男5女をもうけた。
- アン（1689年7月1日以降没） - 1648年2月頃、第7代ロシズ伯爵ジョン・レズリー（英語版）（後の初代ロシズ公爵）と結婚、子供あり
- クリスチャン（1669年8月31日没） - 1648年4月31日、第4代ハディントン伯爵ジョン・ハミルトン（英語版）と結婚、子供あり
- マーガレット（1635年6月18日洗礼 – ?） - 子供なし
- ジェイムズ（1636年3月21日洗礼 – ?） - 子供なし
- ジェイムズ（1637年6月1日洗礼 – ?） - 子供なし
- ジョン（1639年12月3日洗礼 – ?） - 子供なし
- ヘレン - 1663年9月10日、第3代準男爵サー・ロバート・シンクレアと結婚、子供あり
- エリザベス（1688年1月没） - 1669年9月9日以降、第3代ノースエスク伯爵デイヴィッド・カーネギーと結婚、子供あり
- ウィリアム（1644年 – 1698年） - 第18代クロフォード伯爵
- パトリック（1646年9月 – 1681年10月） - 1664年、マーガレット・クロフォード（Margaret Crawford、1681年10月没、サー・ジョン・クロフォードの娘）と結婚、子供あり。初代ガーノック子爵ジョン・リンジー＝クロフォードの父、第21代クロフォード伯爵ジョージ・リンジー＝クロフォードの曽祖父